# 5-MeO-DMT
5-MeO-DMT (5-metoksi-N,N-dimetiltriptamin) je moćan psihodelični triptamin. On je prisutan u širokom nizu različitih biljki i psihoaktivnih žaba. On se, poput njegovih bliskih srodnika DMT i bufotenina (5-HO-DMT), od davnina koristio u Južnoj Americi kao enteogen.

## Hemija
je prvi put sintetisan 1936. i 1959. je izolovan kao jedan od psihoaktivnih sastojaka Anadenanthera peregrina semena. On se javlja u mnogim organizmima koji sadrže bufotenin (5-OH-DMT). On je O-metilni analog tog jedinjenja. 5-MeO-DMT se metaboliše prvenstveno posredstvom CYP2D6.

## Spoljašnje veze
- i